# Tjärnmyrtjärnen (Överkalix socken, Norrbotten)
Tjärnmyrtjärnen är en sjö i Överkalix kommun i Norrbotten och ingår i Sangisälvens huvudavrinningsområde.